# ظهرة المحني (حزم العدين)

تعديل مصدري - تعديل

ظهرة المحني محلة تابعة لقرية الخياعل، التابعة لعزلة المعيظة بمديرية حزم العدين إحدى مديريات محافظة إب في الجمهورية اليمنية، بلغ تعداد سكانها 56 حسب تعداد اليمن لعام 2004.